# Handicap.fr
 (octobre 2021).
Handicap.fr est un site français d'actualité 
lancé en 2002, il adopte le slogan « L'information et les services. Du handicap à l'autonomie » et se définit comme le site des personnes concernées par le handicap. 
La Commission paritaire des publications et des agences de presse (CPPAP) a reconnu à Handicap.fr la qualité de service de presse en ligne en application de l'article 1er de la loi no 86-897 du 1er août 1986 portant réforme du régime juridique de la presse. Handicap.fr est enregistré sous le numéro CPPAP suivant : 0621 Z 93929.[source insuffisante]

## Histoire
Le site Handicap.fr naît le 2 septembre 2002, de l'impulsion de son fondateur Gilles Barbier sous le nom d'Handica.com[source insuffisante]
Il adopte le nom d'Handicap.fr le 1er mai 2008.
En 2003 est créé, par Handicap.fr, le festival « Cinéma et Handicap ».
En 2010, sera créé le festival « Dans la boîte » qui mettra en avant des courts-métrages dédiés à l'emploi des travailleurs handicapé.
En 2011, d'Handicap.fr crée un partenariat autour d'un salon de recrutement en ligne . Handicap.fr devient aussi le partenaire média du groupe de réflexion « Hangagés ».
Divers services d'information sont ajoutés sur le site comme un annuaire et un annuaire des places de parking destinées aux personnes en situation de Handicap,.
En 2017, Handicap.fr lance des salons de recrutement virtuels sous la marque Hello-Handicap.fr,,.

## Thèmes
Le site traite des sujets suivants :
- les évolutions législatives et les droits spécifiques des personnes en situation de handicap[14] ;
- la thématique « Travail et handicap » ;
- l'information sur les différents types de handicap[15]  ;
- les nouveautés techniques ou les recherches en lien avec le handicap ;
- les sujets de société liés au handicap (individualisation de l'AAH, assistant sexuel, etc.)[16]  ;
- les grands événements sportifs (jeux paralympiques, jeux adaptés, etc.) ;
- , etc.